# Triatoma sanguisuga
Triatoma sanguisuga är en insektsart som först beskrevs av Leconte 1856.  Triatoma sanguisuga ingår i släktet Triatoma och familjen rovskinnbaggar. Inga underarter finns listade i Catalogue of Life.